# 塔斯克基飞行员
塔斯克基飞行员（Tuskegee Airmen）指的是在塔斯克基进行飞行训练然后并参与了二战的非裔美国籍飞行员，虽然他们在美軍内外都遭遇了种族歧视与隔离，但他们仍坚持训练，并以优秀的成绩毕业。
毕业后，他们组成了美国陆军航空队第332战斗机大队和第477轰炸机大队，是美国军事历史上最早的非裔美籍的空军力量。但由于种种原因，二战时实际参加战斗的只有第332战斗机中队，但他们英勇的战绩仍为这支队伍赢得了“红尾天使（Red-Tail Angels）”的绰号。

## 背景

### 非裔美国人参与二战
由于在一战时，非裔美国人在服役期间经历了严重的种族歧视和隔离，二戰初期部分非裔美国人坚持孤立主义立场，并不主张参战。非裔美国人冒着生命危险为国家而战，在退役之后不仅没有受到优待，反而遭到了三K党等施加的种族暴力，而联邦政府对此无所作为，这给非裔美国人留下了挥之不去的痛苦和精神上的创伤，使得他们对美国民主和白人的虚伪极度失望。
但随着二战的进行，非裔美国人领导人和新闻媒体很快认识到，二战会给非裔美国人争取民权带来难得的历史机遇。他们不再是简单地响应和追随政府“为民主而战”的号召，而是提出了自己的战斗目标“双重胜利”，即在国外赢得反法西斯的胜利，在国内赢得民主的，开辟争取自由和平等的第二战场的胜利。

### 罗斯福总统的种族政策
与一战不同的是，“自由”成为第二次世界大战中美国官方的口号。1941年1月6日，罗斯福总统在国情咨文中就提出了“四大自由”主张，即言论自由、信仰自由、免于匮乏的自由和免于恐惧的自由。但在实际社会中，国防工业生产部门、武装力量部门和社会生活中，种族歧视、暴力和隔离现象仍然相当突出。 1941年，非裔美国人劳工领袖菲利普·伦道夫号召非裔美国人举行一场声势浩大的向华盛顿进军的运动，为了说服伦道夫取消这次抗议活动，罗斯福被迫答应签署了8802号行政命令。

### CPTP
1939年非裔美国人通往飞行之路的大门逐渐打开。罗斯福总统在1938年宣布了民间飞行员培训项目（Civilian Pilot Training Program，简称 CPTP），将每年培训 20,000 名高校毕业生成为飞行员，但其中不包括非裔美国人学校的学生。
但1939年5月，在CPTP项目正在启动时，非裔美国人飞行家创西·斯班瑟（Chauncey E Spencer）和达雷·怀特（Dale L White）驾机从芝加哥飞往华盛顿，以促进非裔美国人飞行事业的发展。他们抵达首都后，接见他们的是时任参议员的哈利·杜鲁门，听了斯班瑟的故事后杜鲁门承诺提供帮助。
之后不久，国会批准提供资金，扩大CPTP项目的招生范围，其中包括了主要的几所传统黑人大学，并允许在白人学校进行非裔美国人飞行员培训。培训在西弗吉尼亚州和特拉华州的霍华德大学、汉普顿学院、北卡罗来纳北卡罗来纳州立农业技术大学展开，最终将有2,700名非裔美国人飞行员完CPTP课程。1939年10月15日，塔斯克基学院加入到这个项目中。

## 训练基地的建设
刚开始建设时的塔斯克基训练场一穷二白，离最近的蒙哥马利机场也有40英里远。1940年2月莫顿训练场（Moton Field）开始进行基础建设，他们租用了一块土地，并投入1000美元购买材料。学生们也自愿组织起来，建设了1号训练场。尽管训练场只能容纳3架派珀 J-3“幼兽”教练机（Piper J-3 Cub），但至少解决了有无的问题。
之后第一批学生全数通过民间飞行员资格笔试，这也成为了轰动全国的新闻。CTPT项目在塔斯克基学院的成功，使学院开始向全国招收非裔美国人学生，学生们在奥布兰的阿拉巴马技术学院的小型机场上进行训练。

### 第一夫人的飞行
塔斯克基的航空训练进展迅速，1940年10月，学院呼吁校友募集200,000美元的资金来修建一个更大的训练场，同时学院也从慈善机构募集资金，其中之一就是朱利叶斯·罗森瓦德基金会。1941年该基金会在塔斯克基召开了年会。当时的“第一夫人”埃莉诺·罗斯福是该基金董事会的成员之一。
非裔美国人飞行员的一些想法深深吸引了罗斯福夫人，还邀请她体验一下飞行。在罗斯福夫人的坚持下，特勤局保镖留在了地面，她和教官阿弗雷德·安德森（C Alfred Anderson）坐进一架J-3教练机进行了飞行。飞行结束后不久，基金会就决定捐资175,000美元，而罗斯福夫人此后多年也一直支持着非裔美国人的飞行事业。
然而军方还是非常排斥非裔美国人飞行员，而且几乎所有军官和多数地方官员还是把非裔美国人列在次要地位。1940年10月9日罗斯福总统签署8802号行政命令，要求非裔美国人在美军的战斗或非战斗部队中服役的人数要与美国人口中非裔美国人的比例相称，其中也包括了航空部队。虽然海军无视了该政策，但陆军开始向前迈进，他们将本杰明·戴维斯晉升為准將，他因此成为美国陸軍第一位非裔將領。
1940 年12月，陆军航空队提交一份计划，组建一支全非裔美国人的驱逐机中队以及配套的后勤部队。该计划再一次以没有现成的全非裔美国人部队来接收该中队为由被拒绝。直到霍华德大学的学生杨希.威廉姆斯（Yancey Williams）起诉陆军并迫使军方接受其成为飞行学员，这样的含糊应付才宣告结束。陆军妥协了，并开始组建一支全非裔美国人中队，陆军部很也快同意拨款1百万美元来建造塔斯克基陆军机场。

### 飞行训练
1941年7月19日，11名非裔美国人学员和1名非裔美国人军官组成了塔斯克基42-C班，开始了军事航空课程。那名军官名叫小本杰明·戴维斯，戴维斯准将的儿子，这父子俩也是当时美国陆军仅有的两位的非牧师非裔美国人军官。虽然小戴维斯不是天生的飞行员。但是他具备了很好的领导才能，并很快之后同德国人和军队种族歧视的战斗中展现出来。
学员们在莫顿（Moton）机场的PT-17教练机上接受初级训练。当他们学会驾驶这些双翼机后，他们前往12英里外仍在建造中的塔斯克基机场，学习驾驶伏尔提BT-13教练机。最后在AT-6“德州佬”教练机上进行高级训练。
冯·金布雷当时坚持认为非裔美国人不具备领导能力，而且向手下军官扬言只要他在这个基地，就不会有一名非裔美国人的军衔能够高过上尉。陆军部卧底调查冯·金布雷的所作所为后，1942年12月26日他被戴维斯的前教官诺伊尔雷帕里士取代。
帕里士是一位南方部长的儿子。与冯·金布雷和多数陆航军官不一样，帕里士全力致力于“塔斯克基试验”的成功。他奔走在小镇和基地间解决问题，尽管他没有办法完全消除基地里的隔离设施，但也尽最大的努力向人们展示了他的执着。“帕里士就是那个能证明非裔美国人可以驾驶飞机的人”小戴维斯说，在当时对于白人来说，‘非裔美国人除了唱歌和跳舞以外什么事情也做不好，非裔美国人无法驾驶飞机是因为这活计技术含量太高’，而帕里士证明了他们可以，他掌握着非裔美国人在陆航中的前途。任何人，所有人都应该感谢帕里士所做出的一切。他不是在帮任何人做这件事——他在尽到自己的职责，这将使所有人获益，其中也包括美国陆军航空队。

## 成立飞行部队
1942年3月7日，42-C班学员从塔斯克基学校毕业，入学了12名学生中有5人完成了学业，成为了第99战斗机中队（99th Fighter Squadron）的第一批军官。
随着1942年7月42-G班的毕业，99FS中队满员了。1942年5月26日，100FS中队（100th Fighter Squadron）在塔斯克基成立，10月13日，第332战斗机大队（332nd Fighter Group）在塔斯克基成立，下属100FS、301FS和302FS这几支中队。
塔斯克基基地在整个战争期间都在运作，至1949年关闭时一共有1030名飞行员毕业，其中绝大多数人被派第477轰炸机大队（447th Bombardment Group）。这是一支全部有非裔美国人组成的B-25轰炸机大队，但是这支大队从未参加过战斗。

## 战争中的历练和成就

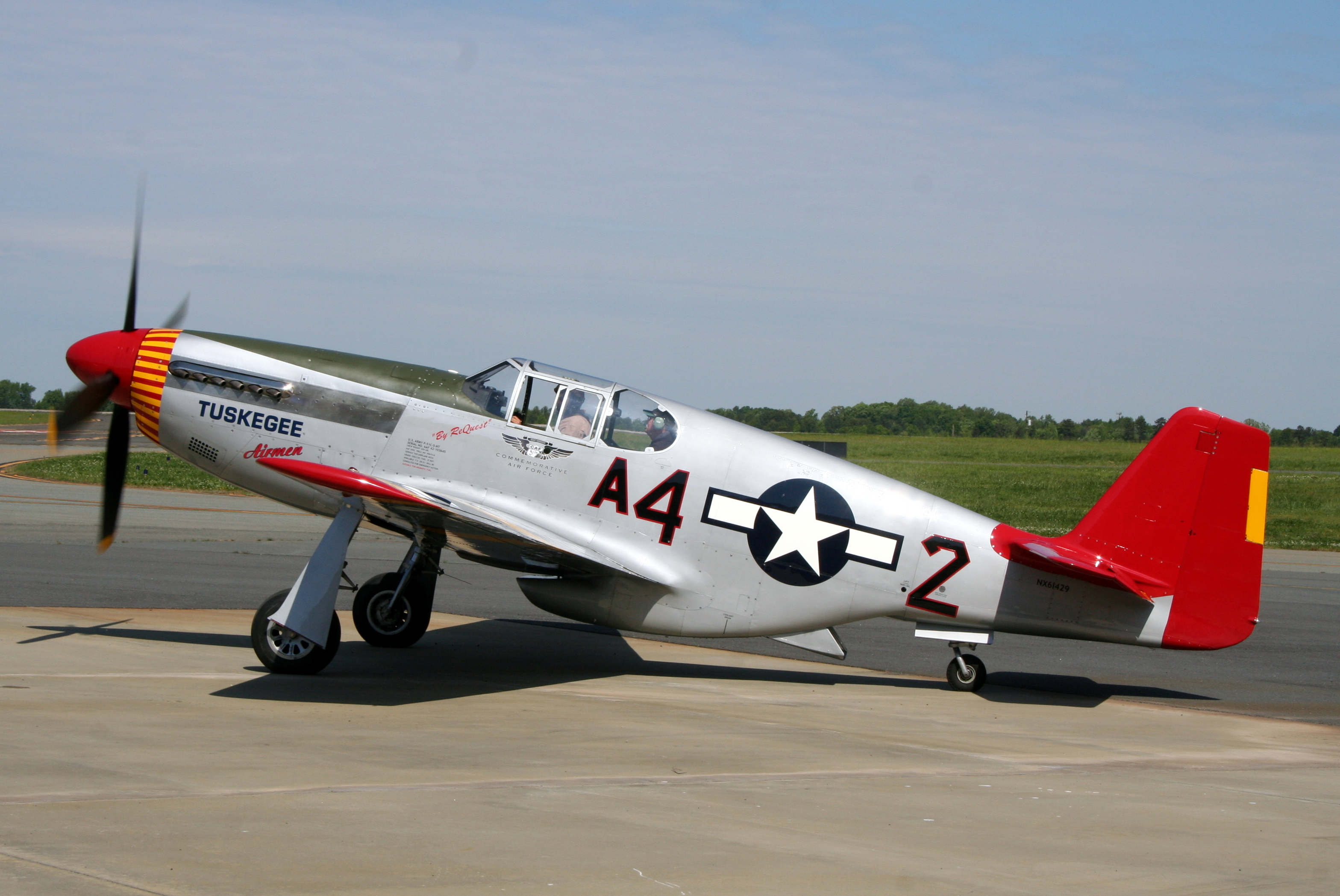
P-51野马战机

1943年4月，第99战斗机中队从塔斯克基被部署到法国摩洛哥。在6月2日，第99战斗机中队驾驶着P-40战鹰飞机，从突尼斯开始了战斗行动。在第十二空军的指挥下，第99战斗机中队和其他战斗机、轰炸机中队攻击敌人在突尼斯、西西里岛及地中海的潘泰莱里亚岛的军事基地。6月11日，由于从空中和海上猛烈轰炸，潘泰莱里亚的抵抗武装无条件投降。
1943年7月2日，第99战斗机中队护送B-25中型轰炸机到意大利特拉诺的攻击。敌人的FW-190战机升空想要拦截，被塔斯克基的P-40战斗机阻止了。在那一天，查尔斯·B·霍尔上尉拿下了中队的第一次空中胜利。之前在美军中，从来没有一个非裔美国战斗机飞行员击落过一架敌机。
霍尔上尉的胜利也是1943年唯一的一次空战胜利。6月9日，一个中队在空中被突然袭击并被驱散，因为他们面对着的德国战斗部队两倍于他们的规模，并且驾驶者更优越的战斗机。空军将领质疑是否应该保留在战斗中的第99战斗机中队。在陆军部的非裔美国人部队政策咨询委员会作证时，戴维斯上校使委员会成员同意了他的中队在战斗中继续发挥作用。
从1943年春至1944年5月，第99中队被分配到第十二空军兵团。但是多次从属于白人战斗机中队，包括第33、79、334大队。
1944年1月16日，中队再次行动，这次的目标是那不勒斯附近的卡波迪基诺机场。不到一个星期后，超过37,000名盟军部队在罗马以南约35英里的安齐奥发动两栖入侵。虽然他们在夜幕降临前建立了临时滩头阵地，但他们无法突围。1月23日，德国空军飞机攻击了盟军的阵地和在港口两个医用船。四方面军空军战斗机大队和其他中队承担了击退敌人空袭的任务，其中就有第99战斗机中队。
1月27日和28日，德国FW-190战机编队袭击了安齐奥。8个战斗机中队参与了安齐奥的防卫战，总击落了32架敌机。其中，第99中队击落架数最多，13架。非裔美国人战斗机飞行员用行动证明，他们也可以和白人飞行员一样击落敌方飞机。
1944年5月1日，第99中队加入第332战斗机大队。月底，大隊装备了P-47雷电战机，并驻扎意大利拉米特里机场。
1944年6月9日，332战斗机大队掩护第304轰炸联队突袭慕尼黑。在乌迪内意大利东北部，敌方20个战斗机大堆的严阵以待，随之而来的是一系列的空战。战斗很成功，四名塔斯克基空军击落了5架ME-109S战机，但遗憾的是一名塔斯克基飞行员牺牲了。

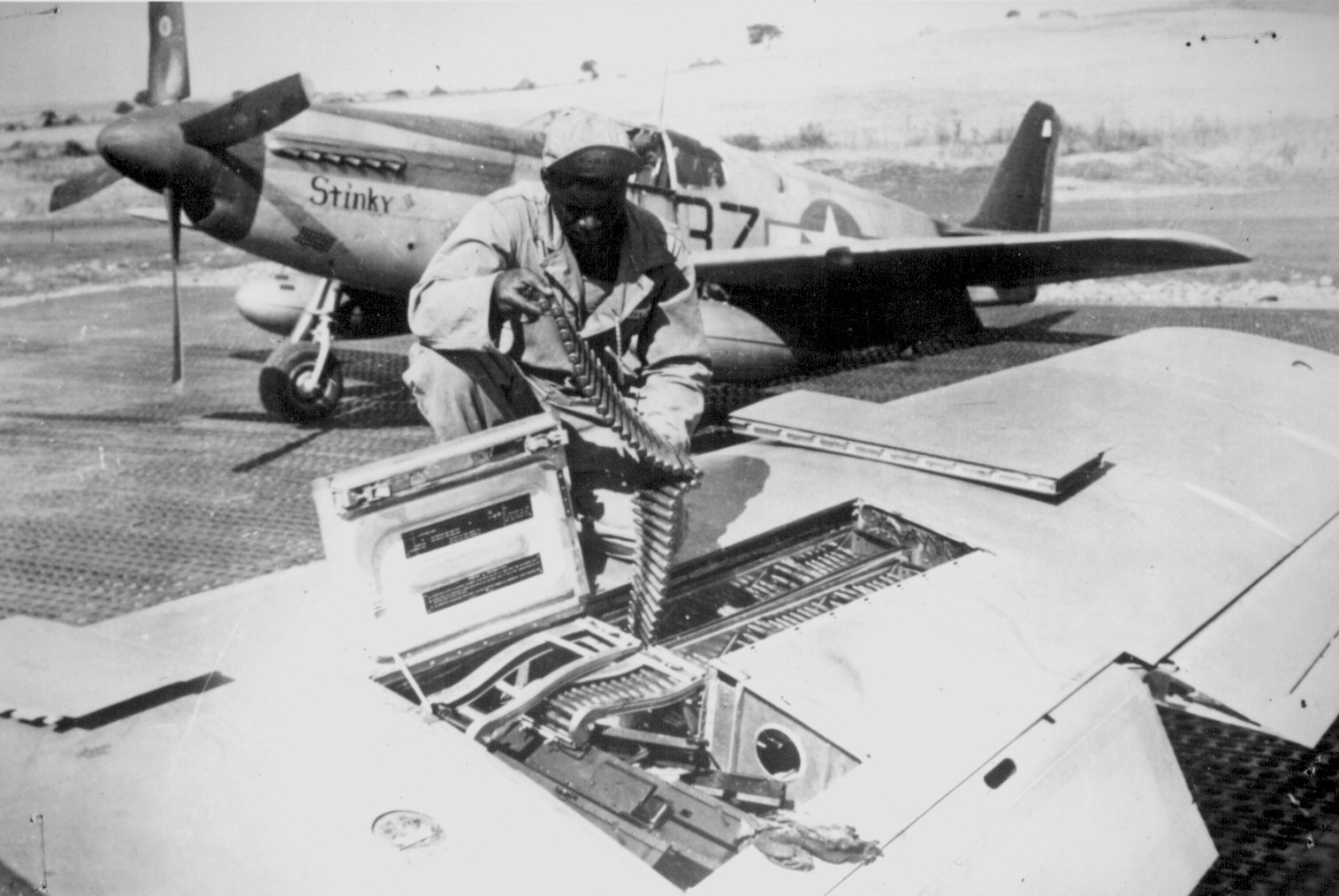
第100中队的人员正在检查P-51B战斗机上的机枪弹药带(拍摄于1944年九月)

1944年7月，塔斯克基飛行員击落了36架敌机，締造单月击落敌机最多记录。其中原因之一是332戰鬥機飛行大队已裝備且開始飛行比以前的战机速度更快，更容易操作的P-51野马战机。332D战斗机大队的飞行员自豪地将他们的飞机尾部涂为红色，以区别于其他大队的战斗机。
7月12日，几个战斗机大队护送第49轰炸联队的B-24重型轰炸机去袭击法国南部尼姆。接近目标的时候，敌人FW-190的战机突然从上空袭击。尽管战斗机大队全力保护，敌人还是击落了四架B-24。但是敌人也损失惨重，第301战斗机中队中尉哈罗德·E·索耶的击落了一架FW-190，另一个塔斯克基飞行员约瑟夫·B·艾斯贝里击落了三架敌人的飞机。
就空战战机而言，7月18日是最好的一天。大队击落了12架敌机，打破之前一天击落10架敌机的记录。这一天的胜利主要归功于21位塔斯克基飞行员，他们驾驶P-51吸引了敌机的注意力，并且他们在吸引敌机注意力的同时也击落了两架想要往梅明根投放炸弹的战机。
随着战争的继续，塔斯克基飞行员们的战绩也在持续增长。
在第二次世界大战期间，塔斯克基空军击落112架敌机，其中包括最好的德国战斗机。在1944年和1945年中，332D战斗机大队有四次在一天中击落超过10架敌机。三名塔斯克基飞行员击落超过四架敌机，分别是第301战斗机中队的队长约瑟夫·L·艾斯贝里、第99战斗机中队的队长爱德华·L·托平斯和302D战斗机中队的中尉李·A·阿切尔，每到四个敌人的飞机击落了。在大多数任务中，大队都是护送第十五空军重型轰炸机袭击德国、奥地利和其他欧洲中部的扫荡目标，他们护送的轰炸机很少被击落。塔斯克基飞行员们用实际行动证明非裔美国人有能力驾驶盟军最好的飞机去战胜德国最好的战机。他们不仅在服役期间取得不可思议的成就，而且在自己国家的历史和世界历史中也留下重要的一页。

## 相关机构

### 塔斯克基飞行员国家历史遗址

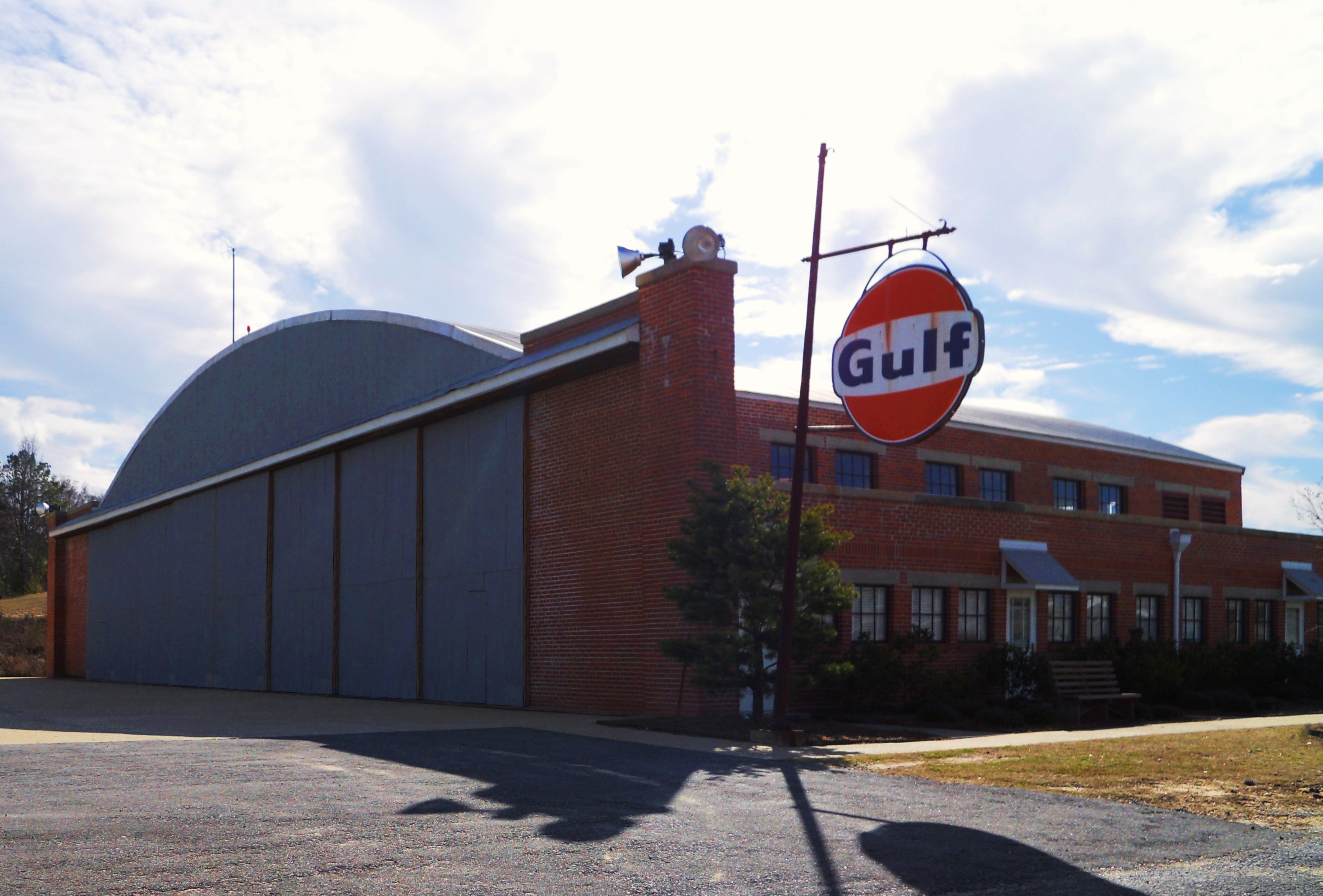
塔斯克基飞行员国家历史遗址

塔斯克基飞行员国家历史遗址（Tuskegee Airmen National Historic Site）位于阿拉巴马州塔斯克基莫顿场（学员训练场旧址），建于1941年，名字来源于塔斯克基大学的第二任校长。如前所述，曾是非裔美国人飞行员学员的初级训练场地，与美国军方合作，在朱利叶斯.罗森瓦德基金会的资助下建立。于1946年关闭，1972年以后莫顿场的大部分区域转为市政机场，使用至今。1998年11月6日，克林顿签署公法105-355，成立了塔斯克基飞行员国家历史遗址，以纪念塔斯克基飞行员们在二战中的功绩。此处设有一个临时游客中心，保留了一号机库用于免费的开放参观。

### 塔斯克基飞行员国家博物馆
塔斯克基飞行员国家博物馆位于密歇根州底特律市西杰斐逊大道，全称为“塔斯克基飞行员国家历史博物馆”。该博物馆还支持着“雏鹰”、“航空职业教育（ACE）学院”、“塔斯克基飞行员飞行学院”、“非裔美国人历史和航空事业周”等项目。

### 塔斯克基飞行员公司
塔斯克基飞行员公司（Tuskegee Airmen, Inc.)致力于“纪念二战中参与美国陆战队空乘、地勤和操作支持培训的非裔美国人以及延续历史。”“通过地方和国家项目向全国的青少年推广‘雏鹰’、TAI青年项目”等活动。”“为支持公司实现上述目标的的个人、团体和企业提供需要的教育支持和奖励。还向空军预备役军官训练项目中的相应个人颁发塔斯克基飞行员奖”。

### 塔斯克基飞行员奖学金
设立于1979年，目的是继承与发扬塔斯克基飞行员的精神。

### 相关影视作品
- 1995，电视电影《黑色轟炸機（英语：The Tuskegee Airmen）》：

HBO投资850万美元制作的电视电影，是目前为止该类影片的最高投资。该片的情节基本虚构，但还原了“第一夫人的飞行”事件以及小戴维斯这一重要人物。剧本写作者为罗伯特·威廉姆斯上尉，他在二战时服役于美国陆军航空队第332战斗机大队。片中拍摄了T-6、P-51以及尾翼为红色涂装的P-51等飞机。该片获得了1996年的艾美奖。
- 2009，剧本《Fly》：

该剧于2012年在美国华盛顿的福特剧院（Ford's Theatre）举行首演，作为“林肯团体项目”（致力于“围绕宽容、平等和接纳创造交流”的项目）第二个项目，邀请二战中的塔斯克基飞行员老兵们参加了首演。

- 2012，电影《红色机尾》：

执导《星球大战》系列电影的乔治·卢卡斯出资支持的电影。早在1988年卢卡斯就已开始构思这部电影，但直到2009年才开机拍摄。制作方还邀请了老兵进行访谈，参考他们的日志，并聘请了其中一位作为顾问。参与演出的均为非裔美国人。

### 相关书籍
Chirs Bucholtz《塔斯克基航空队----美国陆军航空队第332战斗机大队》
详细的记述了美国陆军航空队第332战斗机大队从成立到战后解散的过程，网络上有“双垂尾骑士”翻译的中文版。